# 아메리카 증권거래소

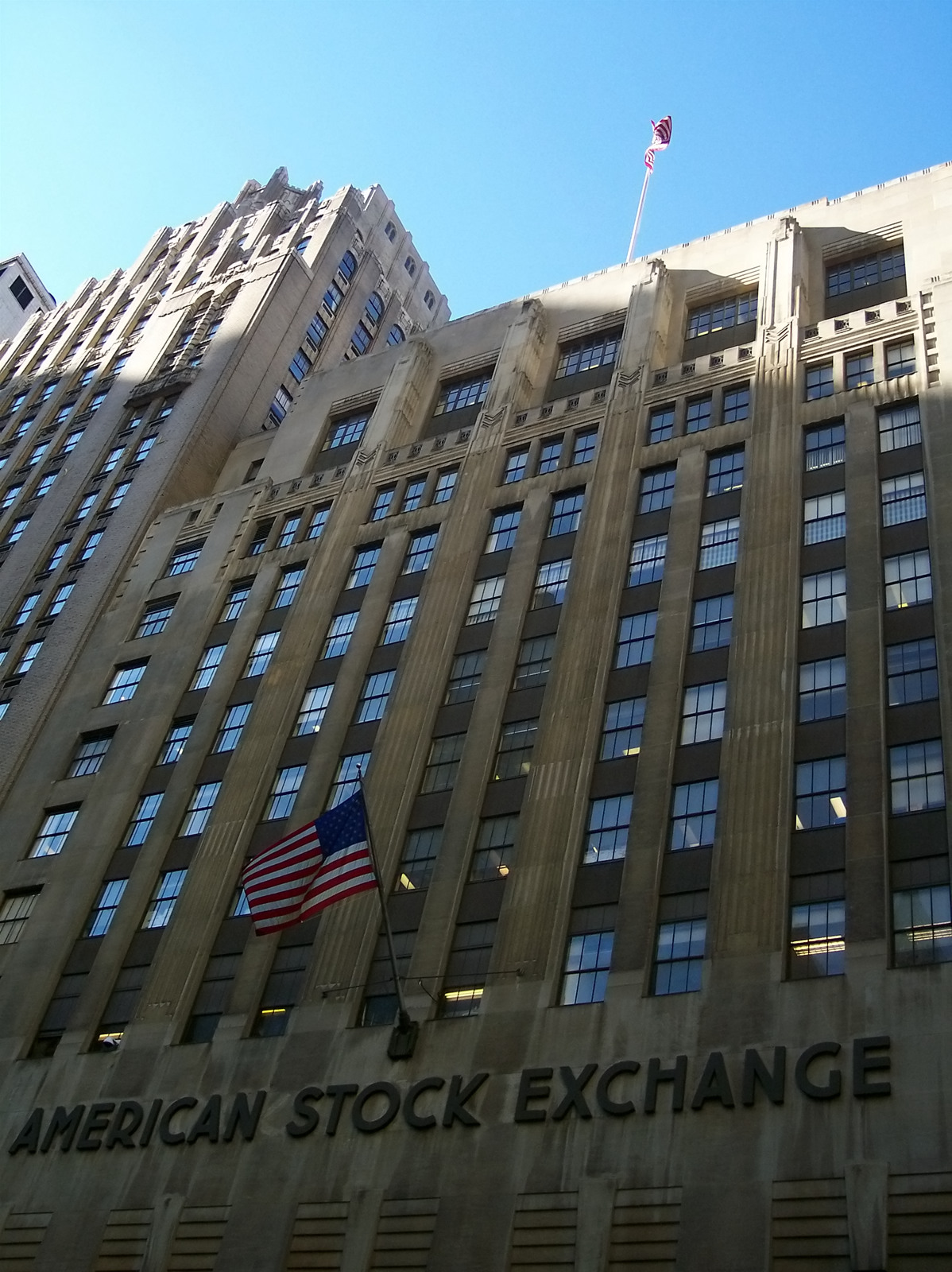
아메리카 증권거래소

아메리카 증권거래소(American Stock Exchange, NYSE Amex Equities, AMEX)는 뉴욕에 위치한 미국의 증권거래소이다. 1929년까지 New York Curb Exchange로 알려져 있었다. 2008년 1월 17일에 NYSE 유로넥스트는 아메리카증권거래소를 260,000,000 달러에 인수할 것임을 발표하였다.

## 같이 보기
- 증권거래소
- 뉴욕 증권거래소

## 참조
1. ↑  Klein, Maury. Rainbow's End: The Crash of 1929. Oxford University Press. ISBN 0-19-513516-4.
2. ↑  인수 발표 소식